# Gammel Strand

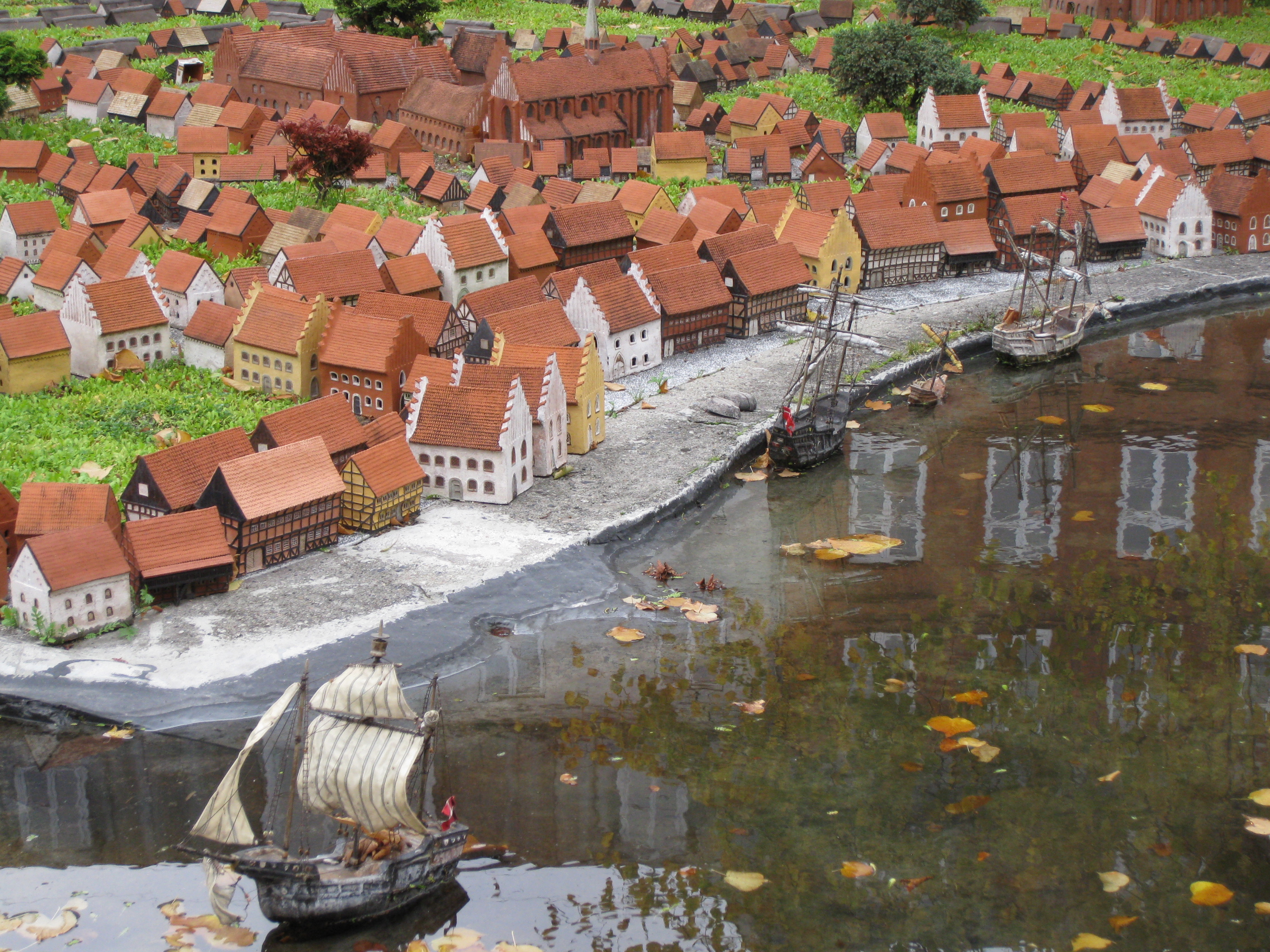
Het originele strand gereconstrueerd in de miniatuurstad voor het Københavns Museum

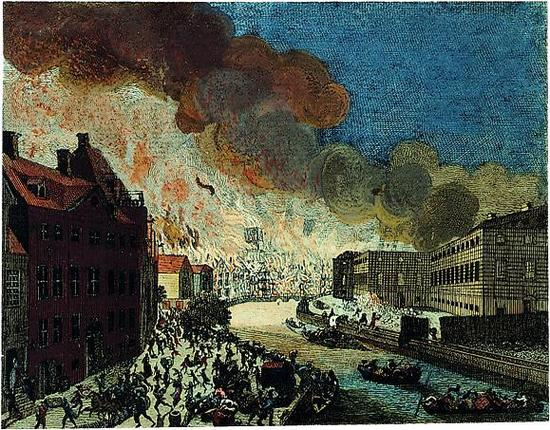
Gammel Strand in brand, 1795

Gammel Strand is een plaats en straat gelegen in Indre By, de binnenstad van de Deense hoofdstad Kopenhagen. Aan de zuidzijde grenst het gebied aan het kanaal van Slotsholmen, aan de noordzijde bevindt zich een rij kleurige huizen uit de achttiende en negentiende eeuw. Op Gammel Strand bevinden zich onder anderen de kunstgalerie Kunstforeningen en het Kulturministeriet.

## Geschiedenis
Gammel Strand was oorspronkelijk een natuurlijke haven omgeven daar enkele eilandjes die later Slotsholmen werden. Rond deze haven werd in de 11de eeuw Kopenhagen opgericht als klein vissersdorp en handelsnederzetting. Het gebied was moerasachtig en boten moesten naar het strand getrokken worden. Door inpolderingen werd de kustlijn verlegd en een betere haven ontwikkeld.

Later werd Gammel Strand de plaats van de vismarkt tot de ruimte te klein werd en in 1958 verhuisde de vismarkt naar Sydhavnen.
De meeste gebouwen werden tijdens de grote brand van Kopenhagen in 1795 vernietigd. De volgende jaren werden de huizen heropgebouwd en later uitgebreid zodat een aantal verschillende bouwstijlen aanwezig is. Het oudste huis is nr.48, gebouwd in 1750 door Philip de Lange en een van de weinige huizen die de brand overleefde, ondanks zware beschadigingen. In 1796 werd een extra verdieping opgebouwd en de kunstgalerie Kunstforeningen bevindt zich er nu.

## Fotogalerij

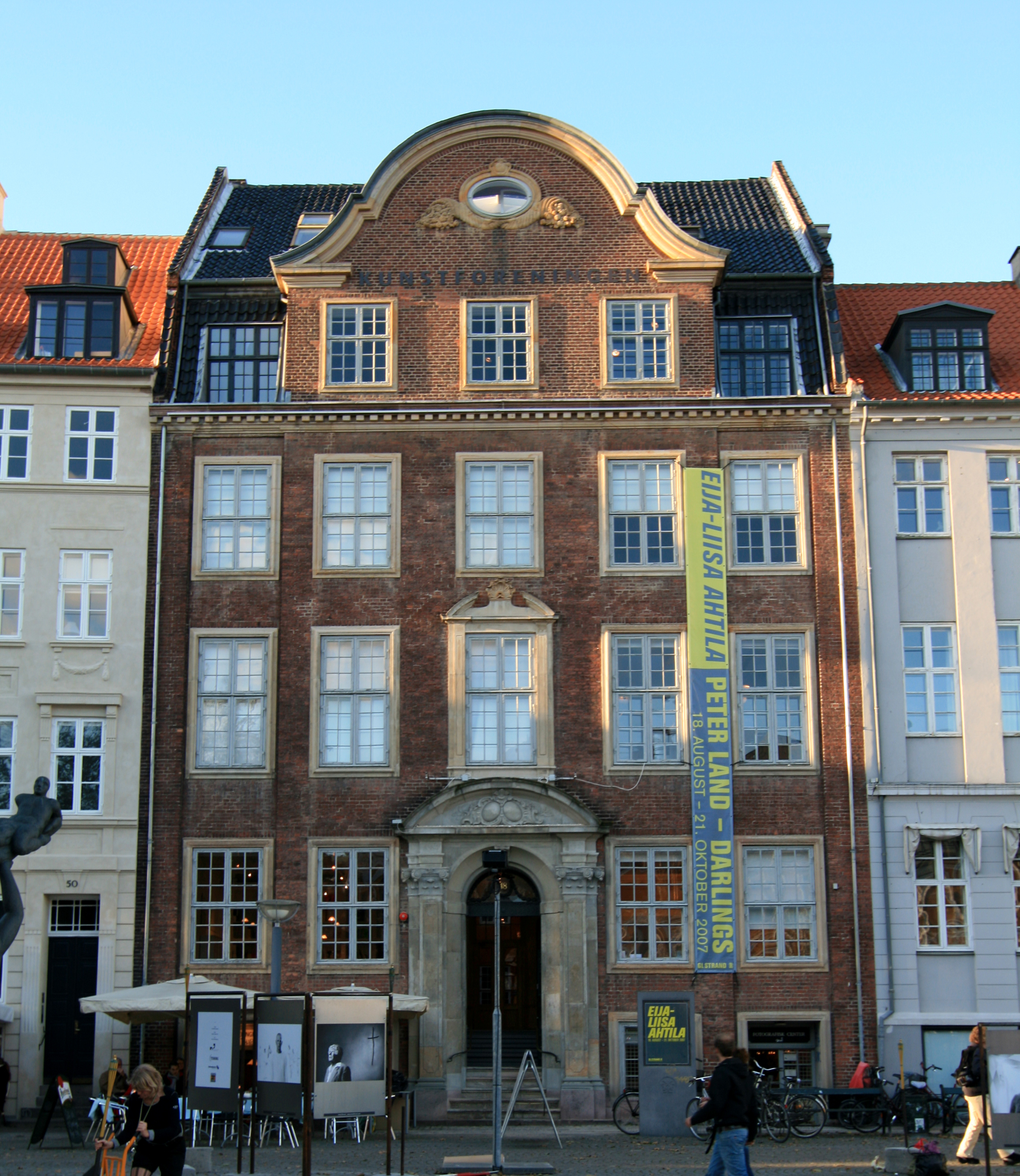
Nr. 48: Kunstforeningen
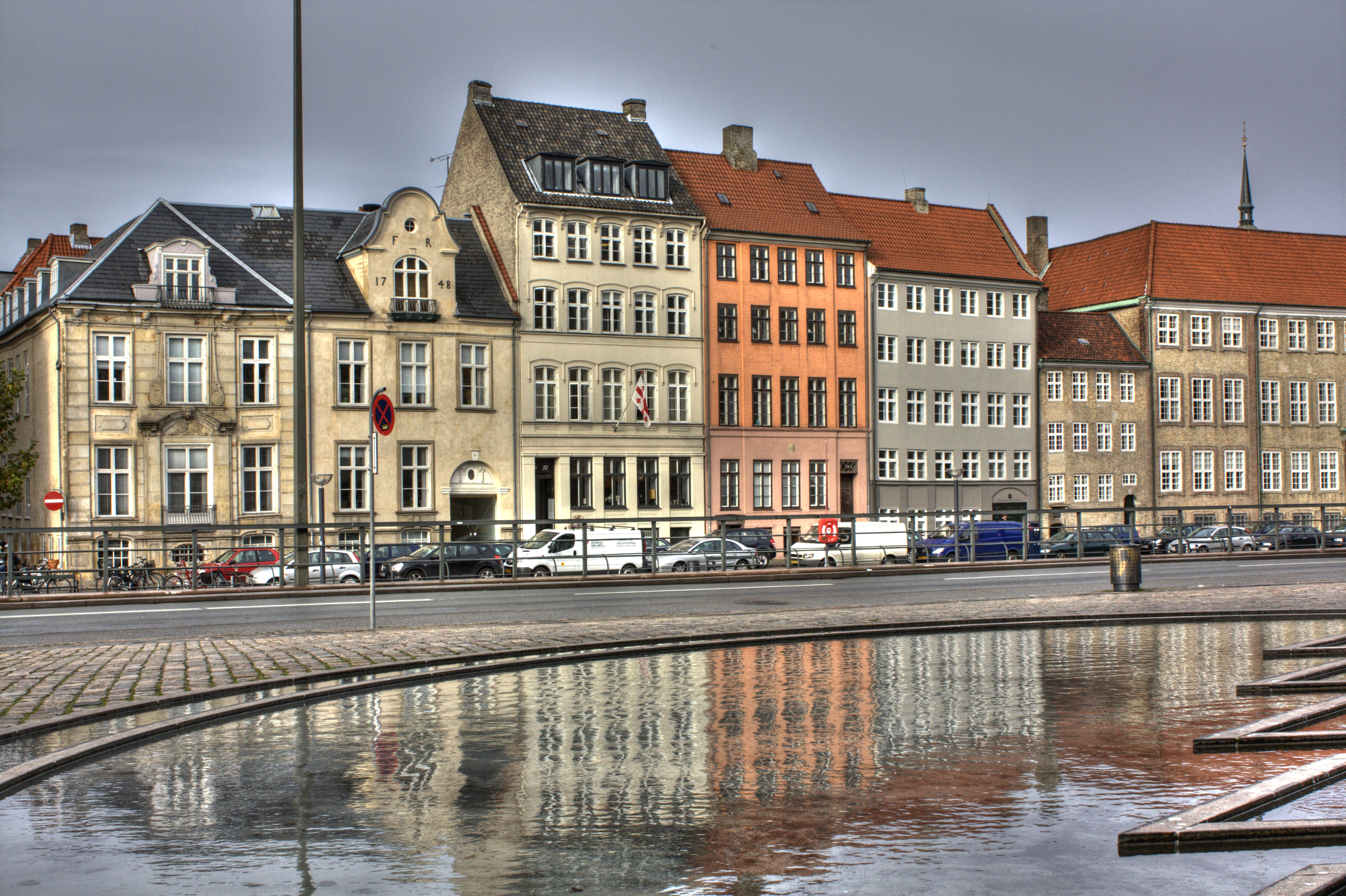
Gammel Strand gezien vanaf  Bertel Thorvaldsens Plads
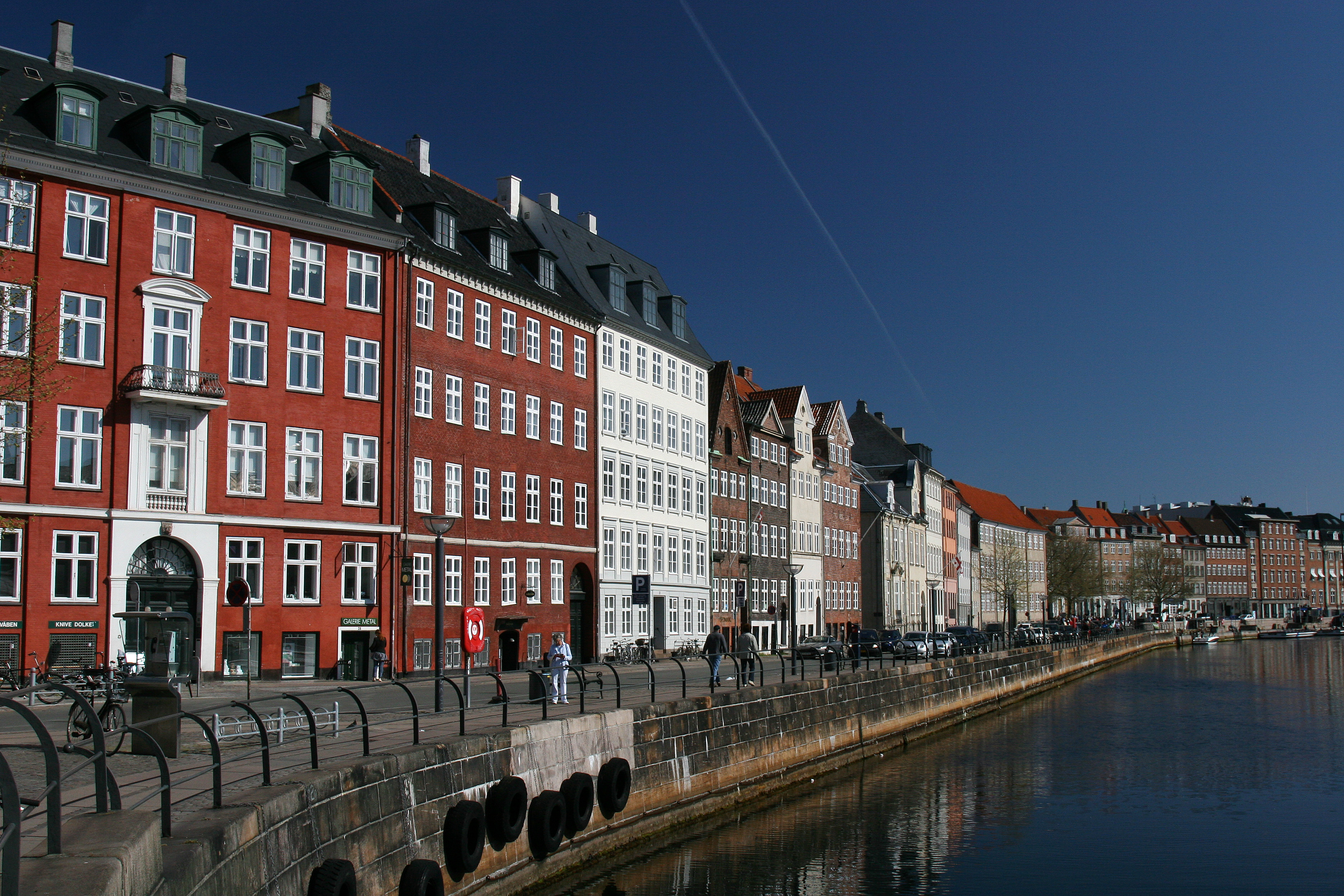
Zicht op Gammel Strand
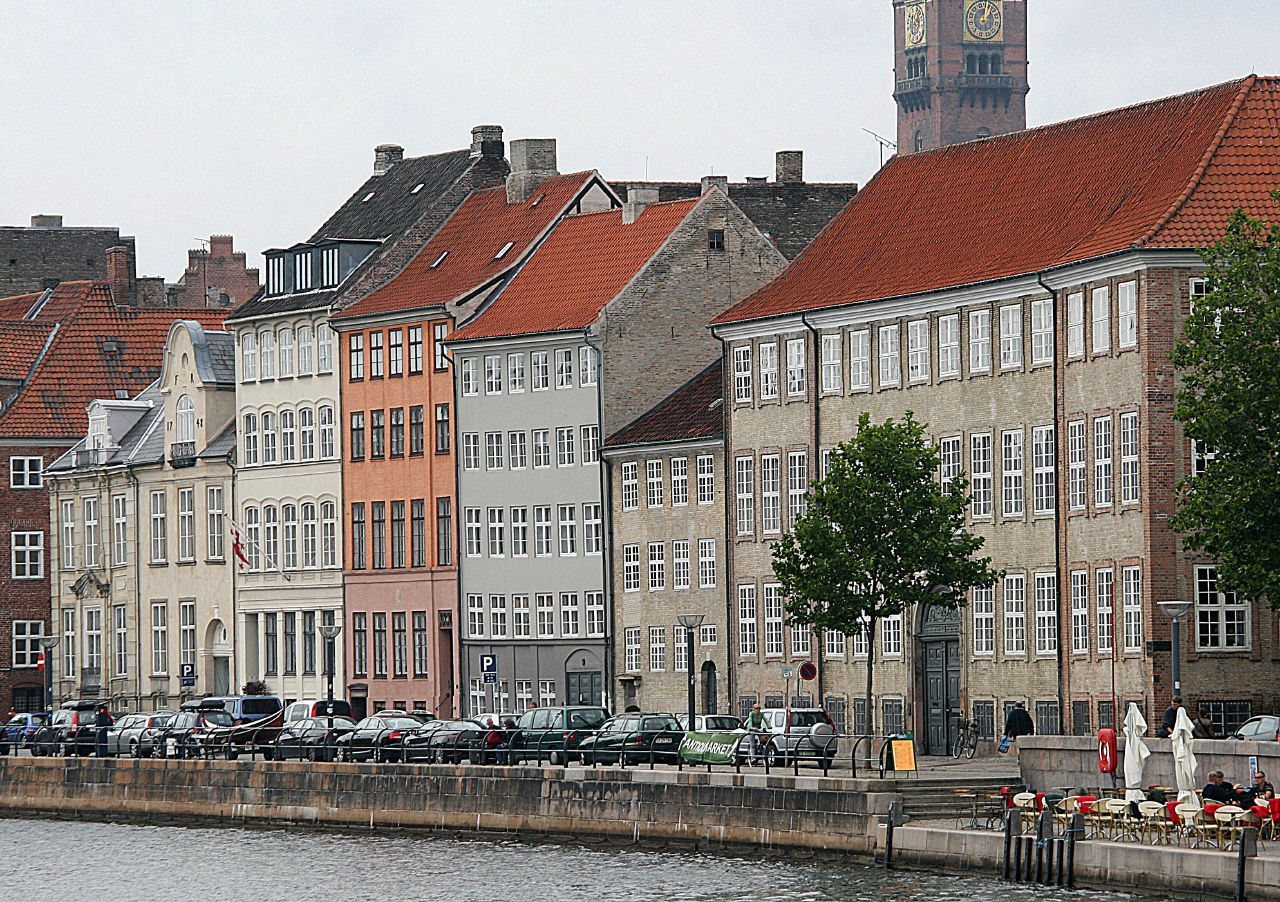
Gammel Strand met vooraan het Kulturministeriet